# La colpa di Rita Adams
La colpa di Rita Adams (Paper Bullets) è un film del 1941 diretto da Philip Rosen.

## Trama
La giovane Rita Adams si accusa di una colpa non commessa per proteggere il suo fidanzato, vero autore del reato, finendo in carcere per alcuni anni. Una volta scontata la pena, la ragazza si rende conto che i sacrifici fatti per amore sono stati inutili, e che gli anni passati in prigione le ostacolano il reinserimento nella società. Sceglie quindi di diventare una delinquente professionista, abilissima nel far perdere le sue tracce. Quando un nuovo amore sembrerà cambiarle la vita, la sua situazione si complicherà ulteriormente.

## Produzione
La lavorazione del film, prodotto dalla King Brothers Productions con il titolo di lavorazione Crime, Inc., iniziò il 17 aprile 1941 negli studios Talisman.

## Distribuzione
Il copyright del film, richiesto dalla Producers Releasing Corp., fu registrato il 6 giugno 1941 con il numero LP10576.
Distribuito dalla Producers Releasing Corporation (PRC) - che presentò in seguito anche la riedizione del 1943 ribattezzata con il titolo Gangs, Inc. - il film uscì nelle sale cinematografiche USA il 13 giugno 1941. Il 1º ottobre dello stesso anno, venne presentato in prima europea a Londra, uscendo poi nelle sale britanniche il 15 dicembre, distribuito dalla Pathé Pictures Ltd.